# Hamadoun Tandina
Hamadoun Tandina, né en 1943 à Goundam, dans le nord du Mali, est un conteur et un poète malien.

## Biographie
Peul par sa mère et songhaï par son père, il est élevé par ses grands-parents songhaïs. Il fréquente très peu l'école et se fait berger dès l'adolescence. Un prêtre hollandais le pousse à s'instruire et il découvre le plaisir de la lecture. Il devient dactylographe, agent technique du service civique rural, puis instituteur en 1968. 

### Carrière
En 1975, il décide de se consacrer à l'écriture de contes et de poèmes et au spectacle. Ses textes, inspirés de la tradition orale de l'ouest africain, sont souvent accompagnés par quelques instruments (guitare, kora, tam-tam). Il collabore à plusieurs reprises avec Ali Farka Touré, ami de jeunesse et songhaï comme lui. En 2011, il sort le disque Sac à paroles avec Ali Farka Touré et Amadou Bagayoko. Le duo d’Amadou et Mariam présentent leur premier concert dans l’obscurité, Eclipse au Manchester International Festival. Ce spectacle retrace la carrière d’Amadou et Mariam au travers de leur musique et de la narration de Hamadoun Tandina.

### Procès
En 2012, Hamadoun Tandina est accusé de viols multiples sur une enfant à Combs-la-Ville, où il réside. Le 28 mai 2014, il est reconnu coupable et condamné à dix ans de prison.